# Cold Newton
Cold Newton – osada w Anglii, w hrabstwie Leicestershire, w dystrykcie Harborough. Leży 14 km na wschód od miasta Leicester i 139 km na północny zachód od Londynu.